# Portal de Tàrrega
El Portal de Tàrrega és una obra de Guimerà (Urgell) inclosa a l'Inventari del Patrimoni Arquitectònic de Catalunya.

## Descripció
El portal de Tàrrega és també conegut amb el nom del portal de ponent. Format per un ampli arc de mig punt dovellat realitzat amb grans carreus de pedra tallada. Damunt la dovella central hi ha l'escut combinat de dos senyorius, els Pinós, caracteritzats per les pinyes i dels Alemany caracteritzats per les ales. Aquest portal donava accés directe a l'antiga vila closa de Guimerà pel carrer de la cendra i cap a la plaça Major de la vila. A la dreta d'aquest portal hi ha una font. Aquest portal és un dels nou portals que la vila de Guimerà va arribar a tenir.

## Història
Damunt de la dovella central de l'arc d'ingrés a la població hi ha una inscripció il·legible acompanyant l'escut dels Pinós-Alemany. Aquestes famílies es troben també associades a les obres del Santuari de la Bovera, el monestir de Santa Maria de Vallsanta, a l'església parroquial de Santa Maria de Guimerà i al portal dels Senyors d'Èvol.
Aquest portal era una de les principals entrades a la població per estar situat a la seva part baixa del poble i ser tan proper al centre econòmic de la vila. El seu nom de portal de Tàrrega prové de ser la sortida més fàcil en aquesta direcció.